# Estádio Municipal Metropolitano de Bursa
O Estádio Municipal Metropolitano de Bursa (em turco, Bursa Büyükşehir Belediye Stadyumu), também denominado Timsah Arena por razões de direitos de nome, é um estádio multiuso localizada na cidade de Bursa, na Turquia. Sua capacidade máxima é de 43 361 espectadores.
É atualmente o estádio onde o Bursaspor manda seus jogos por competições oficiais, substituindo o antigo Estádio Atatürk de Bursa, demolido em 2016, que tinha capacidade para receber até 25 661 espectadores.

## História
A construção do novo estádio ao longo do Rio Nilüfer, na região oeste de Bursa, teve início em junho de 2011, com previsão inicial de inauguração para 2013, mas o prazo de entrega da obra foi adiado sucessivas vezes. No fim, mesmo com a inauguração oficial do estádio ocorrida em dezembro de 2015, ainda era possível observar obras inacabadas nas dependências do novo estádio que somente foram concluídas por completo em 2018.
O estádio encontra-se construído sobre um grande terreno de cerca de 40 hectares, sendo conhecido por apresentar uma fachada externa bastante original, projetada por uma equipe de arquitetos liderada por Hasan Sözüneri, para se assemelhar a um crocodilo em repouso. A ideia pode parecer um tanto excêntrica, pois não há crocodilos nas águas de Bursa, mas trata-se de uma referência ao Bursaspor, que adota o crocodilo como mascote e por conta disso, seus torcedores são conhecidos como Os Crocodilos.

## Infraestrutura
A cobertura do estádio é composta por membranas verdes (PTFEs brancos e verdes e malha de PVC estilizada na cor verde, no total de 65 000 m²) acompanhadas de fibra de vidro formam o corpo do crocodilo, enquanto a arquibancada norte é coberta pela cabeça gigante. É o ponto mais alto do estádio com mais de 43 metros. O estrutura da cabeça consistiu em um desafio significativo de engenharia, mas apresenta uma grande potencialidade de exploração, pois o referido espaço passou a ser ocupado por auditórios para eventos privados e restaurantes com praças de alimentação compartilhadas.
Por sua vez, o estádio também apresenta um layout único de arquibancadas. A arquibancada principal é dividida em três setores. A ala leste tem dois pisos, enquanto ambas as extremidades têm arquibancadas de setor único. Entre os setores de arquibancadas, encontra-se ainda um anel contínuo de 72 camarotes que variam de 10 a mais de 30 assentos VIPs. Também conta com 207 assentos destinados para espectadores portadores de deficiência.

O estádio compreende uma área enorme de 190 000 m², incluindo 50 000 m² para uso comercial e de escritório. O número também inclui estacionamento subterrâneo com capacidade para abrigar mais de 640 carros, além de outras 1 500 vagas localizadas no estacionamento aberto situado nos arredores. O público do local tem à disposição um total de 35 pontos de alimentação e 789 banheiros. A acessibilidade do local é composta por um sistema de 60 catracas e 90 portões com capacidade de evacuação de quase 44 000 pessoas em apenas 8 minutos.